# Barcella odora
Barcella odora es una especie de palmera de la familia Arecaceae. Es la única especie del género Barcella.

## Descripción y hábitat
Se encuentran en el Amazonas región de Brasil. Estas palmas se encuentran a baja altura a lo largo del Río Negro y sus afluentes. La única especie es Barcella odora que es utilizada por la población local de Brasil en la construcción y para diversos productos o mercancías.

## Descripción
El tronco sin espinas de Barcella odora normalmente permanece bajo tierra, las hojas alcanzan los 2 m de longitud, arqueadas, lanceoladas con folíolos de 60 cm de largo y de color verde oscuro. Las pinnas están dispuestos regularmente a lo largo del raquis, con un nervio medio prominente y un reducido vértice.  Son monoicas, con las  flores masculinas y femeninas en una sola planta, la inflorescencia interfoliar ramificada  contiene tres sépalos y tres pétalos. La fruta  madura de 3 cm es ovoide y de un color naranja brillante, cada uno con una sola semilla.

## Taxonomía
Barcella odora  fue descrita por (Trail) Drude y publicado en Flora Brasiliensis 3: 459. 1881.
Etimología
Barcella: nombre genérico que deriva de barca = "pequeño bote" y -ella = "diminutivo", tal vez en referencia a la forma de la bráctea peduncular.
Sinonimia
- Elaeis odora Trail (1877).[7]